# Mistrzostwa Czterech Kontynentów w Short Tracku 2024
3. Mistrzostwa Czterech Kontynentów w Short Tracku odbyły się w kanadyjskim Laval w dniach 4–5 listopada 2023 roku.

## Klasyfikacja medalowa
Gospodarz (Kanada)
| Lp.     | Kraj              | Złoto | Srebro | Brąz | Razem |
| 1.      | Kanada            | 4     | 4      | 3    | 11    |
| 2.      | Stany Zjednoczone | 3     | 1      | 1    | 5     |
| 3.      | Korea Południowa  | 2     | 3      | 2    | 7     |
| 4.      | Chiny             | 0     | 1      | 1    | 2     |
| 5.      | Japonia           | 0     | 0      | 1    | 1     |
| 5.      | Kazachstan        | 0     | 0      | 1    | 1     |
| Łącznie | Łącznie           | 9     | 9      | 9    | 27    |

## Medaliści i medalistki

### Mężczyźni
| Konkurencja          | Złoto                                                                                  | Czas     | Srebro                                                                 | Czas     | Brąz                                                                                  | Czas     |
| -------------------- | -------------------------------------------------------------------------------------- | -------- | ---------------------------------------------------------------------- | -------- | ------------------------------------------------------------------------------------- | -------- |
| 500 metrów           | Steven Dubois                                                                          | 40,149   | Jordan Pierre-Gilles                                                   | 40,183   | Andrew Heo                                                                            | 40,299   |
| 1000 metrów          | William Dandjinou                                                                      | 1:28,338 | Park Ji-won                                                            | 1:28,664 | Yui Matsubayashi                                                                      | 1:28,939 |
| 1500 metrów          | Park Ji-won                                                                            | 2:33,158 | Steven Dubois                                                          | 2:33,228 | Kim Gun-woo                                                                           | 2:33,324 |
| Sztafeta 5000 metrów | Korea Południowa Jang Sung-woo · Kim Gun-woo · Lee Jeong-min · Park Ji-won · Seo Yi-ra | 7:13,143 | Chiny Li Wenlong · Liu Guanyi · Liu Jinxun · Zhu Yiding · Zhong Yuchen | 7:13,463 | Kanada Jérôme Courtemanche · William Dandjinou · Steven Dubois · Jordan Pierre-Gilles | 7:13,556 |

### Kobiety
| Konkurencja          | Złoto                                                                                          | Czas     | Srebro                                                                               | Czas     | Brąz                                                                                           | Czas     |
| -------------------- | ---------------------------------------------------------------------------------------------- | -------- | ------------------------------------------------------------------------------------ | -------- | ---------------------------------------------------------------------------------------------- | -------- |
| 500 metrów           | Kristen Santos-Griswold                                                                        | 42,760   | Park Ji-won                                                                          | 44,192   | Shim Suk-hee                                                                                   | 45,873   |
| 1000 metrów          | Kristen Santos-Griswold                                                                        | 1:28,706 | Courtney Sarault                                                                     | 1:29,208 | Danaé Blais                                                                                    | 1:30,613 |
| 1500 metrów          | Kristen Santos-Griswold                                                                        | 2:26,191 | Courtney Sarault                                                                     | 2:26,657 | Danaé Blais                                                                                    | 2:26,765 |
| Sztafeta 3000 metrów | Kanada Danaé Blais · Florence Brunelle · Cynthia Mascitto · Courtney Sarault · Karina Montminy | 4:14,513 | Korea Południowa Lee So-youn · Park Ji-won · Park Ji-yun · Shim Suk-hee · Kim A-lang | 4:14,567 | Kazachstan Alina Äżygalijewa · Jana Chan · Malika Jermek · Madina Żanbusinowa · Olga Tichonowa | 4:16,200 |

### Konkurencje mieszane
| Konkurencja          | Złoto                                                                                               | Czas     | Srebro                                                                               | Czas     | Brąz                                                                                    | Czas     |
| -------------------- | --------------------------------------------------------------------------------------------------- | -------- | ------------------------------------------------------------------------------------ | -------- | --------------------------------------------------------------------------------------- | -------- |
| Sztafeta 2000 metrów | Kanada Florence Brunelle · Steven Dubois · Jordan Pierre-Gilles · Courtney Sarault · William Sohier | 2:39,752 | Stany Zjednoczone Andrew Heo · Marcus Howard · Julie Letai · Kristen Santos-Griswold | 2:40,243 | Chiny Hao Weiying · Li Wenlong · Liu Guanyi · Song Jiarui · Zhang Yuting · Zhong Yuchen | 2:40,306 |